# Bombay Jayashri

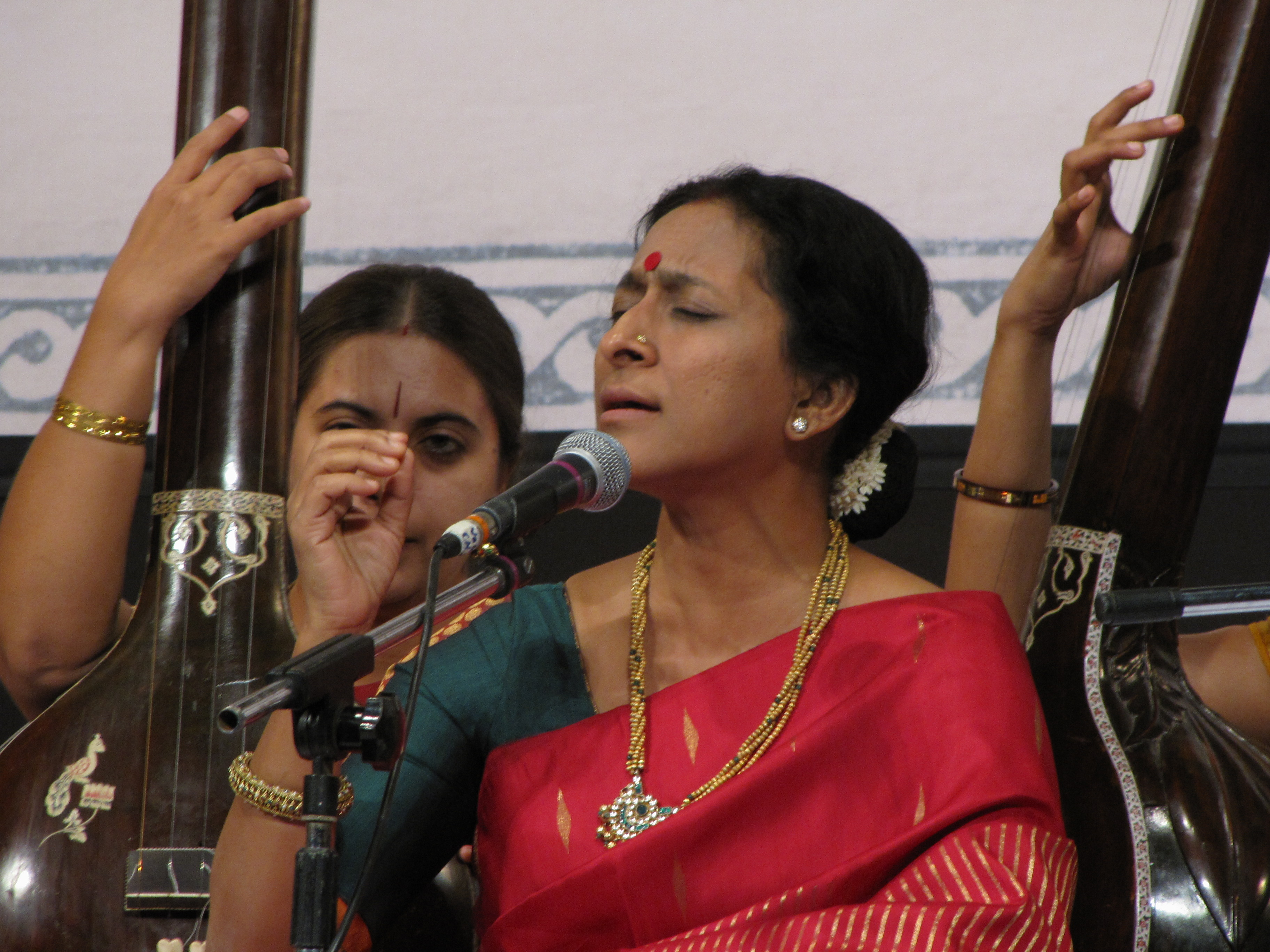
Bombay Jayashri bei einem Auftritt (2010)

Bombay Jayashri (bürgerlich Jayashri Ramnath)  ist eine indische Sängerin der karnatischen Musik. Bombay Jayashri ist seit den 1980er Jahren als Sängerin aktiv, sie trat bei verschiedenen Musikfestivals auf und hat sieben Alben veröffentlicht. Seit 2001 hat sie an mehr als 20 Soundtracks für Kino- und Fernsehfilme mitgewirkt. Das von ihr gesungene Lied Pi’s Lullaby aus dem Film Schiffbruch mit Tiger (Life of Pi) wurde bei der Oscarverleihung 2013 als bester Song nominiert.

## Biografie
Jayashri wurde in Kalkutta geboren und wuchs in Mumbai (Bombay) auf. Ihre Eltern N. N. Subramanian (Vater) und Seetha Subramanian (Mutter) sind Musiklehrer. Nach dem Besuch der Highschool erwarb sie ein Diplom der Gandharva Mahavidyalaya, einem Institut zur Pflege der klassischen indischen Musik und entsprechenden Tänzen. Jayashri wurde mit dem Ehrendoktor der Mother Teresa Women’s University ausgezeichnet.
Neben einer Ausbildung in der karnatischen Musik (südindischen klassischen Musik) erhielt sie auch Unterricht in der hindustanischen Musik (nordindischen klassischen Musik).

## Diskografie
Laut Bombay Jayashris eigener Website hat sie sieben Musikalben veröffentlicht (Stand 2015).
- Atma, inspiriert durch die Poesie von Subramaniya Bharati
- Shravanam
- Vatsalyam
- Vande Maataram
- Salokyam
- Silapadhikaaram
- Smaranam, zusammen mit ihren Schülern eingesungene traditionelle Bhakti-Musik

## Filmografie (Auswahl)
- 2001: Minnale (Lied Vaseegara)
- 2001: Rehnaa Hai Terre Dil Mein (Lied Zara Zara)
- 2003: Kaakha Kaakha (Lied Ondra Renda)
- 2006: Vettaiyaadu Vilaiyaadu (Lied Partha Mudhal)
- 2008: Ghajini (Lied Suttum Vizhi)
- 2012: Schiffbruch mit Tiger (Life of Pi) (Lied Pi’s Lullaby)
- 2014: Yaan (Lied Nee Vandhu Ponadhu)
- 2015: Nannbenda (Lied Oorellaam Unnai Kandu)
- 2015: Baahubali: The Beginning (Lieder Mamta Se Bhari und Swapn Sunehere)

## Auszeichnungen (Auswahl)
Bombay Jayashri hat nach eigenen Angaben folgende Auszeichnungen erhalten:
- 1992: „Yuva Kala Bharati“ der Bharat Kalachar
- 1997: „Isai Peroli“
- 2001: „Naadabhooshanam“ durch Shanmukhananda Sangeetha Sabha
- 2002: „Kalki Award“ des Kalki Krishnamoorthy Trust
- 2003: „Atma Vanishri“ der Poojya Shri Shantananda Swami
- 2007: „Kalaimamani Virudhu“ der Regierung Tamilnadu
- 2009: Ehrendoktor der Mother Teresa Women’s University
- 2013: „Lifetime Achievement Award“ der Bharatiya Vidya Bahvan

Das von ihr gesungene Lied Pi’s Lullaby aus dem Film Schiffbruch mit Tiger (Life of Pi) wurde bei der Oscarverleihung 2013 als bester Song nominiert.